# Erin
Erin je původně anglické resp. velšské ženské křestní jméno. V USA, kde se původně zpopularizovalo, se výjimečně dává i chlapcům, nejvíce v roce 1974 s 321 chlapci.
Pochází z irského Éireann [vyslov Érín], které je utvořené z gaelského slova Eire, což znamená Irsko. Velšsky se Irsko nazývá přímo Erin a je to také jeho anglická verze.

## Příjmení
Jako příjmení se Erin používá jako jedna z verzí skotského rodového jména "Irwin", ačkoliv samo jméno Irwin pochází z názvu místa u města Dumfries a znamená "zelená voda", britonsky ir afon.

## Další podoby
- Irsky: Eireann
- Anglicky: Erin

## Známé nositelky
- Erin Andrewsová, americká sportovní reportérka
- Erin Bethea, americká herečka
- Erin Boagová, novozelándská tanečnice
- Erin Brockovichová, americká právnička a aktivistka
- Erin Gruwellová, americká učitelka
- Erin Heathertonová, americká modelka
- Erin Hunter, pseudonym, které používali autoři série Warriors and Seekers
- Erin McKeanová, americká lexikografka
- Erin O'Connorová, anglická modelka
- Erin Sandersová, americká herečka
- Erin Spanevellová, kanadská modelka
- Erin Moranová, americká herečka